# TORU (プロレスラー)
TORU（トール、1991年2月25日 - ）は、日本のプロレスラー。本名：松永 透（まつなが とおる）。

## 経歴
- 大阪産業大学在学中に大阪学院大学プロレス研究会に参加して学生プロレスを始める[1]。
- 2008年10月12日、万葉プロレス橿原神宮大会でアグー松永として対ドングリー藤江戦でデビュー。
- 2010年、プロレスリング紫焔に移籍。
- 2013年、道頓堀プロレスに移籍してリングネームをTORUに改名。
- 2019年3月10日、道頓堀プロレスを退団。
- 12月9日、ガッツ石島らとTTTプロレスリングを設立[2]。
- 2022年10月29日、活動休止を発表[3]。
- 12月27日、TTTプロレスリングを退団[4]。
- 2023年1月、活動再開。
- 同年8月、大阪プロレスでクワイエット・ストーム 、浅川 紫悠と共にRogue nationを結成。
- 2024年9月23日、天王山決勝で入江茂弘を下し、3年連続で決勝に進み初優勝。このあと、Rogue nationのリーダーであるストームを追放し、Rogue nationの2代目リーダーとなる。
- 同年12月29日、大阪プロレスエクスカリバー大会でゼウスを下し、大阪プロレス王座を悲願の初戴冠。
- 2025年2月16日、大瀬良泰貴自主興行「No way」で大瀬良泰貴、ゴリアテと組み、HOUSE OF TORTUREのEVIL(新日本プロレス)、ディック東郷(みちのくプロレス)、DAMNATION T.Aの佐々木大輔(DDTプロレスリング)の連合トリオと対戦する。
- 同年1月26日に大阪プロレス王座をストームを相手に初防衛、3月23日にタイガースマスクを相手に2度目の防衛に成功、4月27日に佐野蒼嵐を相手に3度目の防衛に成功、6月15日にザ・ボディガーを相手に4度目の防衛に成功。

## 得意技
垂直落下ブレーンバスター
ドラゴンスープレックス
フロントスープレックス
パーフェクト卍固め
フジヤマドラゴン
相手の後頭部に放つザ・デラックス。
シャイニングウィザード

## 入場曲
- B.Y.O.B（System Of A Down）

## タイトル歴
プロレスリング紫焔
- 紫焔タッグ王座（第2代）（パートナーは政岡純）

道頓堀プロレス
- WDW王座（第5代）
- WDWタッグ王座（第2代）（パートナーはリアル・イヌナキン）
- 道頓堀最強男優勝（2017年）
- 道頓堀最強タッグキング優勝（2016年）（パートナーは三原一晃）

VKFプロレス
- VKF KING of WRESTLE NANIWA王座（第9代、第14代）

ダブプロレス
- DOVEタッグ王座（第10代）（パートナーは三原一晃）

ガッツワールドプロレスリング
- GWC認定タッグ王座（第15代）（パートナーは阿部史典）

真GUTS軍
- CCWカナディアンヘビー級王座（第7代）

天龍プロジェクト
- インターナショナルジュニアヘビー級王座（第23代）
- 龍魂杯優勝（2021年）

TTTプロレスリング
- TTT認定インディー統一無差別級王座（第3代）
- GWC認定6人タッグ王座（第29代）（パートナーは瀧澤晃頼、後藤哲也）

大阪プロレス
- 大阪プロレス王座（第37代）
- 大阪プロレスタッグ王座（第44代）（パートナーはゴリアテ）
- 天王山優勝（2024年）
- 大阪タッグフェスティバル優勝（2023年）（パートナーは三原一晃）